# 541878 Jessicatallulah
541878 Jessicatallulah este o planetă minoră (asteroid) din centura de asteroizi. A fost descoperită pe 18 ianuarie 2012 la  de . 
Obiectul prezintă o orbită caracterizată de o semiaxă mare de 2,5938187829151 UAi, o excentricitate de 0,17006575753428, o înclinație de 13,457369741437 ° în raport cu ecliptica.